# 威廉·埃勒里·钱宁
威廉·埃勒里·钱宁（英語：William Ellery Channing (poet)），1780年4月7日—1842年10月2日）是十九世纪初美国的一名神论传教士，与安德鲁斯·诺顿（1786-1853）一起，是崇尚一神论者的主要神学家之一。钱宁因其表达清晰，热情洋溢的讲道和公开演讲而闻名，是当时自由派神学中的杰出思想家。

## 生平
钱宁于1780年4月7日出生在罗德岛纽波特郡的纽波特。他是《美国独立宣言》的签署者、罗德岛州副省长、首席大法官William Ellery（1727-1820）的孙子。
钱宁在1835年写了一本名为“奴隶制”的书，他对非洲人民和奴隶的自卑感持有和美国人的共同信念，坚信非洲奴隶一旦获得自由，就需要监督者，因为奴隶会陷入懒惰。
钱宁广泛撰写了关于美国新兴民族文学的文章，称民族文学是“一个国家的写作思想的表达”。
钱宁于1842年10月2日在佛蒙特州旧本宁顿去世，他被埋葬在马萨诸塞州剑桥的赤褐色公墓。